# Antonie Lodewijk Koster

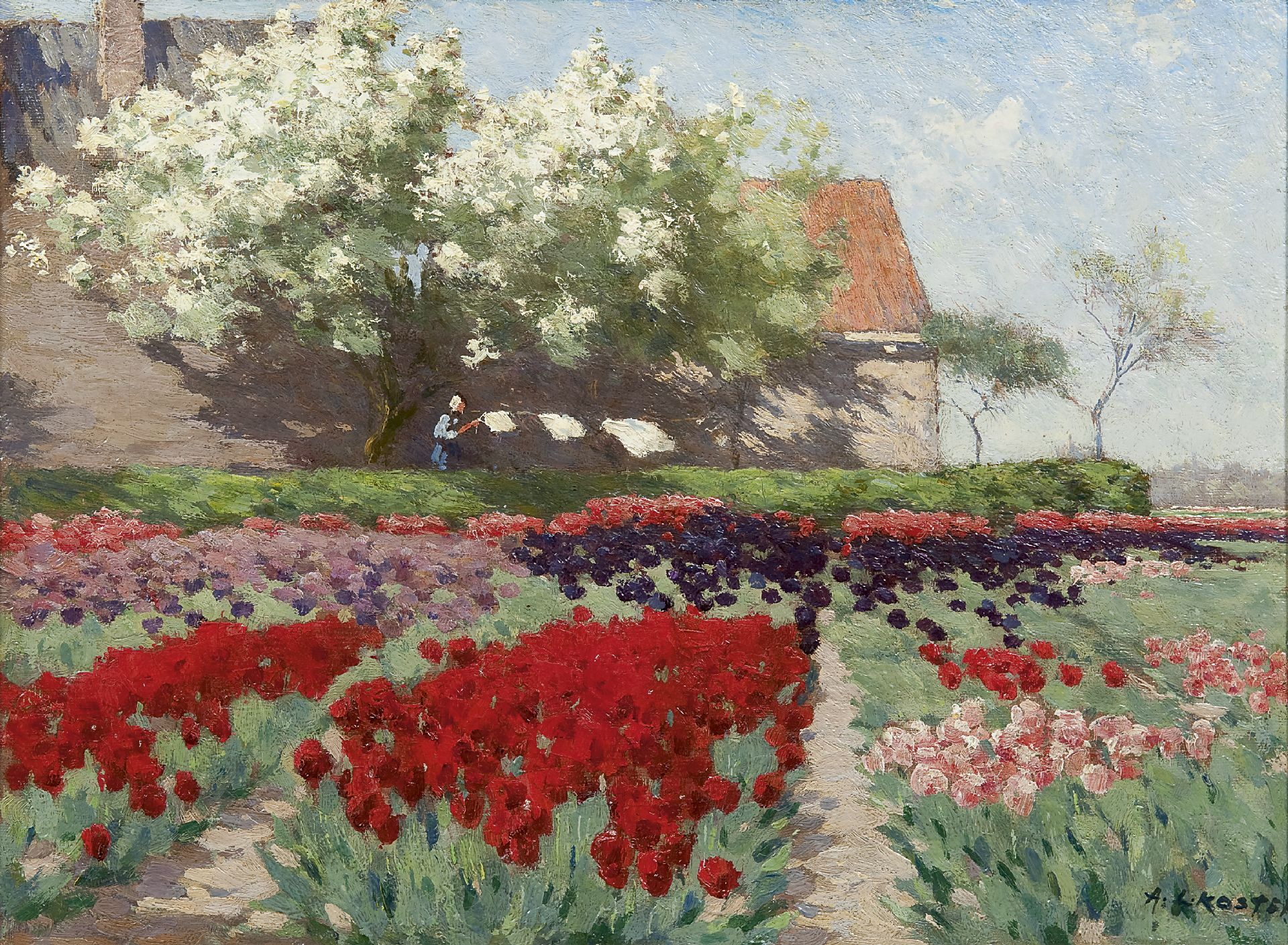
Blühende Tulpenfelder und Obstbäume

Antonie Lodewijk Koster (* 8. August 1859 in Temeuzen in der Provinz Zeeland; † 28. Mai 1937 in Haarlem) war ein niederländischer Landschaftsmaler und Radierer.
Er wurde zuerst von C. Gerritsen, Zeichenlehrer an der Hogereburgerschool in Den Haag unterrichtet. Danach wurde er bis 1883 Student an der Koninklijke Academie van Beeldende Kunsten in Den Haag, Er erhielt Radierungsunterricht bei Charles Louis Philippe Zilcken und wurde später von Gerke Henkes und Hendrik Willem Mesdag beraten.
Er lebte und arbeitete in Den Haag (Scheveningen) 1880–1885 (durch die Pyrenäen 1883–1884 gereist), Rijswijk (Zuid-Holland) 1886–1890 (auch Limburg), Haarlem bis 1895, Gaanderen bis 1898, ’s-Heerenberg bis 1902, Haarlem bis 1905, dann in Heemstede.
Er malte und zeichnete Landschaften und besonders blühende Tulpenfelder. 1892 veröffentlichte Mouton & Co in Den Haag ein Album mit 12 Radierungen von seiner Hand mit Ansichten der Den Haager Altstadt. 
Er war Mitglied von „Pulchri Studio“ in Den Haag und später von „Art be us Doel“ in Haarlem und „Arti et Amicitiae“ in Amsterdam.
Er nahm ab 1881 an Ausstellungen in Amsterdam, Arnheim, Rotterdam, Den Haag und anderen Städten teil.